# Шаманов Валерій Вікторович
Шаманов Валерій Вікторович (нар. 2 листопада 1968; Ірміно, Луганська область) — народний депутат України, член ВО «Батьківщина», член фракції «Блок Юлії Тимошенко» (листопад 2007 — грудень 2010), член Комітету з питань податкової та митної політики (з грудня 2007 року).

## Біографія
Народився 2 листопада 1968. Освіта вища, в 1993 закінчив Донбаський гірничо-металургійний інститут в Алчевську за фахом гірничий інженер.
- 1986 — електрослюсар шахти «Центральна Ірміно» «Стахановугілля», Луганська область.
- 1987–1989 — служба в Збройних Силах.
- 1986–1993 — студент Донбаського гірничо-металургійного інституту, м. Алчевськ Луганської області.
- 1992–1996 — директор науково-виробничої фірми «Скорпіон», м. Алчевськ.
- 1996–1999 — заступник директора виробничо-комерційної фірми «Промсоюз», м. Київ.
- 1999–2001 — заступник директора науково-виробничої фірми «Скорпіон», м. Алчевськ.
- 1995–2005 — президент Федерації боротьби дзюдо, м. Алчевськ.
- 1995–2006 — голова ради Федерації дзюдо, м. Теплогорськ Луганської області.

## Депутатська діяльність
Народний депутат України 5-го скликання з кінця травня 2006 року. Обраний за списками Блоку Юлії Тимошенко, № 91 в списку. На час виборів: президент Федерації боротьби дзюдо, безпартійний. Член Комітету з питань фінансів і банківської діяльності (з липня 2006), член фракції «Блоку Юлії Тимошенко» (з травня 2006). Склав депутатські повноваження 15 червня 2007 року.
Народний депутат України 6-го скликання з листопада 2007 від Блоку Юлії Тимошенко, № 92 в списку. На час виборів: тимчасово не працював, член ВО «Батьківщина». Член фракції «Блок Юлії Тимошенко» (з листопада 2007).
10 серпня 2012 року у другому читанні проголосував за Закон України «Про засади державної мовної політики», який суперечить Конституції України, не має фінансово-економічного обґрунтування і спрямований на знищення української мови. Закон було прийнято із порушеннями регламенту.